# 環境整治
環境整治或环境修复是指人們清除环境中的污染物，如受污染的土壤、地下水或地表水。環境整治通常要遵守一系列的法规要求。